# Journal of the History of Ideas
Journal of the History of Ideas (с англ. — «Журнал истории идей», сокращённо англ. JHI) — американский рецензируемый научный журнал, публикующий исследования в области интеллектуальной истории. Издание включает в себя историю философии, литературы и искусства, естественных и социальных наук, религии и политической мысли.
Журнал был основан в 1940 году Артуром Лавджоем и был связан с Обществом истории идей (англ. Society for the History of Ideas), позиционируя себя как «пространство для междисциплинарных исследований». Предполагалось, что журнал будет посвящён мировой истории идей, но основное внимание уделялось западной истории идей. Позднее редакция журнала, пытаясь исправить эту ситуацию, стала привлекать независимых аналитиков, которые специализируются по Китаю, Латинской Америке и Юго-Восточной Азии. В 1945-80 редактором был Джордж Боас.
Журнал выходит ежеквартально в январе, апреле, июле и октябре. С 2006 года издаётся Издательством Пенсильванского университета (англ. University of Pennsylvania Press). Также представлен в электронном виде в Project MUSE, ранние номера доступны через JSTOR.
Как отмечает Наталья Потапова: «Кажется, что журнал, точно интеллектуал, годами занят работой над одной общей темой и испытывает влияние лишь общих стилей письма: увлечение социальной историей сменяет интерес к культуре, историю идей сменяет история понятий, а затем история знания».
По её же характеристике: «Это журнал-наследник традиции трех поколений англо-саксонских интеллектуалов, объединенных одним направлением, меняющийся и стареющий вместе с издававшими его интеллектуалами, и вместе с ними утративший способность и интерес к последним модным поворотам исторической науки».

## Реферирование и индексирование
В журнале реферируются и индексируются американские публикации в следующих разделах: история и жизнь, Американский гуманитарный индекс (англ. The American Humanities Index), Ежегодная библиография английского языка и литературы (англ. Annual Bibliography of English Language and Literature), Индекс цитирования искусств и гуманитарных наук (англ. Arts and Humanities Citation Index), Библиография истории искусства (англ. Bibliography of the History of Art), рефераты политической науки от CSA (англ. CSA Worldwide Political Science Abstracts), исторические рефераты, Гуманитарный индекс (англ. Humanities Index), Международная библиография общественных наук (англ. International Bibliography of the Social Sciences), L’Année Philologique, Международная библиография MLA (англ. MLA International Bibliography), Философский индекс (англ. Philosopher's Index), рефераты музыкальной литературы от RILM (англ. RILM Abstracts of Music Literature) и Индекс цитирования социальных наук (англ. Social Sciences Citation Index).